# Albert II. (Görz)

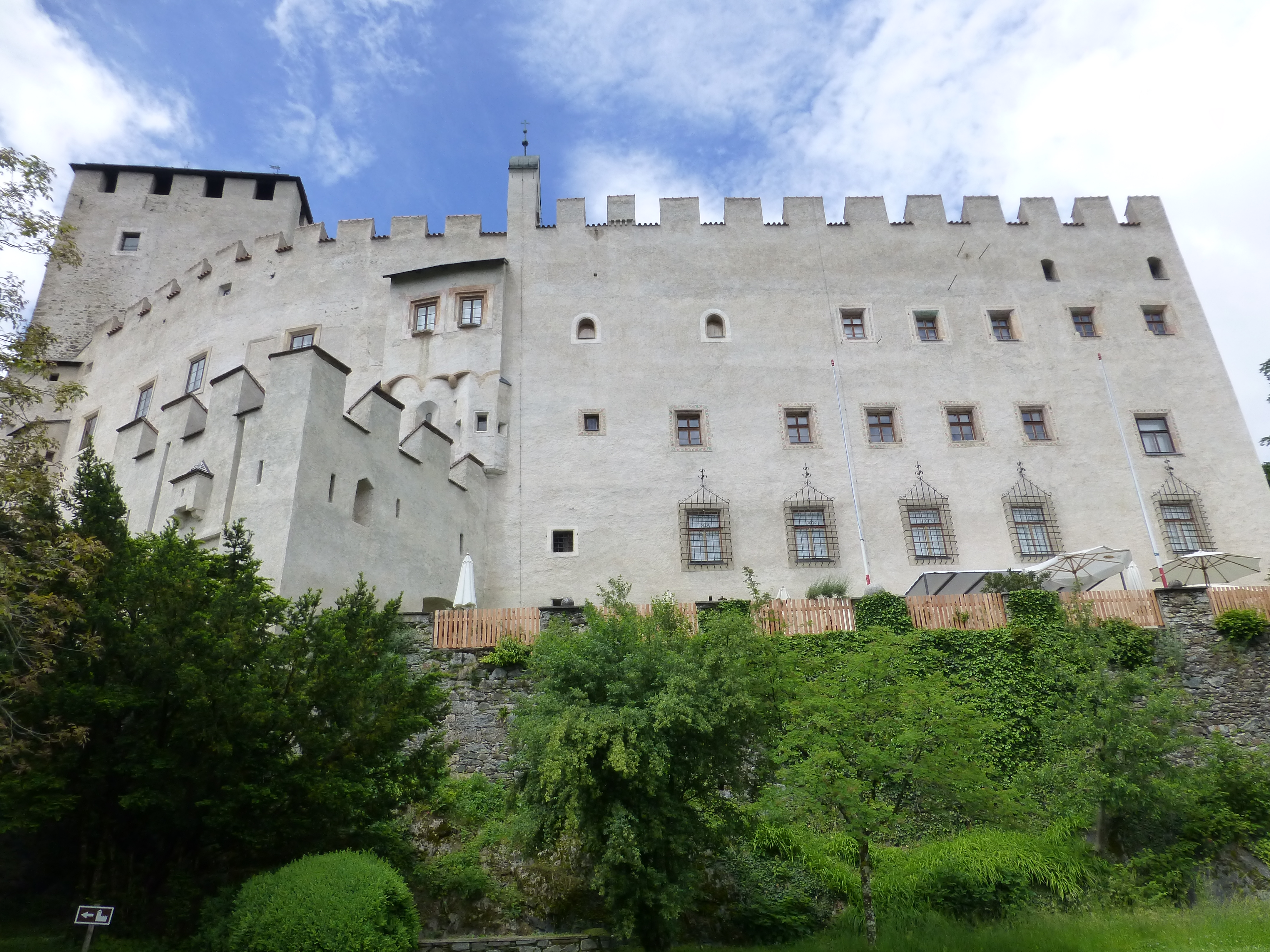
Alberts Hauptresidenz, das Schloss Bruck bei Lienz

Albert II. von Görz, auch Albert von Görz-Lienz († 1327, nach dem 30. April, in Lienz) war seit 1303 oder 1307 Graf von Görz. Er herrschte über jene Teile, die später als die „vordere Grafschaft“ bezeichnet wurden. Seine Residenz war Schloss Bruck bei Lienz. Besondere politische Aktivitäten sind von ihm nicht überliefert.

## Herkunft und Familie
Graf Albert II. entstammte dem „albertinischen“ Familienzweig der Grafen von Görz. Er war ein Enkel des Grafen Meinhard III. von Görz als Graf von Tirol: Meinhard I.) († 1258) und der Sohn des Grafen Albert I. von Görz (* um 1240/41; † 3. September 1304 in Lienz) aus dessen zweiter Ehe mit Gräfin Euphemia von Ortenburg (oder von Plain und Hardegg) († nach dem 1. Februar 1304) und außerdem der jüngere Halbbruder des Grafen Heinrich II. von Görz. Er war zweimal verheiratet:
∞ seit März 1299 in 1. Ehe mit Elisabeth (der Jüngeren), einer Tochter des Landgrafen Heinrich I. von Hessen, sie war eine Urenkelin der Heiligen Elisabeth von Thüringen und dürfte an der Verbreitung des Kultes dieser Heiligen in Lienz wesentlichen Anteil gehabt haben,
- Gräfin Elisabeth von Görz ∞ (1. Ehe seit 1310) mit Graf Hermann von Cilli; ∞ (2. Ehe) mit Graf Wilhelm von Schaumberg,
- Gräfin Katharina von Görz ∞ mit Ulrich von Taufers,

∞ seit ca. 1304 in 2. Ehe mit Euphemia von Matsch († um/nach 1353)
- Albert III. († 1374), Graf von Görz,
- Heinrich III. († 1363), Graf von Görz,
- Meinhard VI. († 1385), Graf von Görz,
- Gräfin Clara von Görz,
- Gräfin Margarete von Görz

Als eine weitere Tochter von Graf Albert II. gilt Gräfin Euphemia von Görz, welche 1320 als Nonne im Dominikanerinnenkloster Lienz belegt ist, wo ihre Mutter im Kreuzgang begraben wurde.
Graf Albert II. von Görz wurde 1283 in Spittal an der Drau mit einer Tochter des Grafen Ulrich von Heunburg verlobt, eine Ehe kam jedoch nicht zustande.

## Leben
1305 begleitete Graf Albert II. seinen Cousin, Herzog Heinrich von Kärnten, zu dessen Eheschließung nach Böhmen. Noch vor seinem Tod hatte sein Vater, Graf Albert I. von Görz, am 25. Oktober 1303 die Grafschaft Görz und seine übrigen Herrschaften unter seinen beiden Söhnen aufgeteilt. Heinrich II. und Albert II. schlossen am 11. Juni und 12. Dezember 1307 die Teilungsverträge von Lienz, in denen die Besitzungen im Pustertal und in Kärnten aufgeteilt wurden. Diese Aufteilung wirkt aus heutiger Sicht eher ungünstig, da die Gebiete dabei „zerstückelt“ wurden. Während sich Heinrich II. in der Folge durch eine sehr aktive Politik auszeichnete, agierte Albert II. sehr zurückhaltend. Er residierte vor allem auf Schloss Bruck bei Lienz und dürfte politisch kaum hervorgetreten sein. 1308 wurde der Jude Isaak gräflicher Münzmeister in Lienz, wo Graf Albert im April 1327 die Gründung und Inbetriebnahme einer (jüdischen) Leihbank erlaubte. 1311 ließ er außerdem die Mauer um Lienz erbauen.